# NGC 5829
NGC 5829 é uma galáxia espiral (Sc) localizada na direcção da constelação de Boötes. Possui uma declinação de +23° 20' 00" e uma ascensão recta de 15 horas, 02 minutos e 42,0 segundos.
A galáxia NGC 5829 foi descoberta em 11 de Maio de 1882 por Édouard Jean-Marie Stephan.